# شاه نواز خان
شاه نواز خان (بالأردية: شاہ نواز خان؛ 24 يناير 1914 - 9 ديسمبر 1983) كان سياسيًا هنديًا وكان ضابطًا في الجيش الوطني الهندي خلال الحرب العالمية الثانية. بعد الحرب، حوكم وأدين بتهمة الخيانة، وحُكم عليه بالإعدام في محكمة عسكرية عامة يديرها الجيش الهندي البريطاني. ثم خُففت العقوبة من قبل القائد الأعلى للجيش الهندي بعد الاضطرابات والاحتجاجات في الهند.

## النشأة
ولد في 24 يناير 1914 في روالبندي، قرية ماتور التي تقع الآن في البنجاب.

## الحرب العالمية الثانية والجيش الوطني الهندي
كان خان، يحمل رتبة نقيب في الجيش الهندي، تم أسره من قبل اليابانيين بعد سقوط سنغافورة في عام 1942. وكان أسير حرب في سنغافورة، كان جدّ مُتأثر بخطب سوبهاش شاندرا بوز وكان يحض أسرى الحرب أن ينضموا إلى الجيش الوطني الهندي والقتال من أجل تحرير الهند.